# Maria di Navarra (duchessa di Gandia)
Maria di Navarra, Maria anche in basco, in aragonese, in catalano, in portoghese, in tedesco e in fiammingo, María in spagnolo, in galiziano, in asturiano, Mary in inglese e Marie in francese (Puente la Reina, 1355 – 1420), fu principessa di Navarra e duchessa consorte di Gandia.

## Origine[1][2][3]
Era la figlia primogenita del re di Navarra, Carlo II il Malvagio e della principessa della casa reale francese Giovanna di Francia.

## Biografia
Maria, con un contratto siglato a Tudela il 20 gennaio 1393, venne promessa in sposa al pronipote del re d'Aragona Giacomo II il Giusto, Alfonso d'Aragona, figlio terzogenito del conte di Dénia, marchese di Villena, conte di Ribagorza e duca di Gandía ed anche Connestabile di Castiglia, Alfonso IV di Ribagorza e di Violante Jiménez, Signora della baronia di Arenós, figlia di Gonzalo Diaz e della moglie María Cornel.
Con un contratto datato al 25 novembre 1396, Carlo II di Navarra si impegnava a fornire a Maria una dote di 30.000 fiorini (30.000 florines de oro).
La data esatta del matrimonio non è conosciuta.
Alla morte del suocero, nel 1412, Maria divenne duchessa consorte di Gandia, contessa consorte di Dénia e Ribagorza e baronessa consorte di Arenos mentre il marito, ora Alfonso V di Ribagorza, duca di Gandia si sostituì al padre come pretendente alla corona d'Aragona
L'arbitrato portò al Compromesso di Caspe, sempre nel 1412.

Il candidato, dei cinque, che ottenne la corona fu Ferdinando di Trastámara o d'Antequera.
Maria morì nel 1420.

## Discendenza[8][9]
Maria ed Alfonso non ebbero figli.

## Ascendenza
|                        |                       |                        | Genitori                  |  |  | Nonni |  |  | Bisnonni       |  |  | Trisnonni              |  |
|                        |                       |                        |                           |  |  |       |  |  | Luigi d'Évreux |  |  | Filippo III di Francia |  |
|                        |                       |                        |                           |  |  |       |  |  | Luigi d'Évreux |  |  | Filippo III di Francia |  |
|                        |                       | Maria di Brabante      |                           |  |  |       |  |  | Luigi d'Évreux |  |  |                        |  |
| Filippo III di Navarra |                       |                        |                           |  |  |       |  |  | Luigi d'Évreux |  |  |                        |  |
|                        |                       | Margherita d'Artois    | Filippo d'Artois          |  |  |       |  |  |                |  |  |                        |  |
|                        |                       | Margherita d'Artois    | Filippo d'Artois          |  |  |       |  |  |                |  |  |                        |  |
|                        |                       | Margherita d'Artois    | Bianca di Bretagna        |  |  |       |  |  |                |  |  |                        |  |
| Carlo II di Navarra    |                       | Margherita d'Artois    |                           |  |  |       |  |  |                |  |  |                        |  |
|                        |                       | Luigi X di Francia     | Filippo IV di Francia     |  |  |       |  |  |                |  |  |                        |  |
|                        |                       | Luigi X di Francia     | Filippo IV di Francia     |  |  |       |  |  |                |  |  |                        |  |
|                        |                       | Luigi X di Francia     | Giovanna I di Navarra     |  |  |       |  |  |                |  |  |                        |  |
| Giovanna II di Navarra |                       | Luigi X di Francia     |                           |  |  |       |  |  |                |  |  |                        |  |
|                        |                       | Margherita di Borgogna | Roberto II di Borgogna    |  |  |       |  |  |                |  |  |                        |  |
|                        |                       | Margherita di Borgogna | Roberto II di Borgogna    |  |  |       |  |  |                |  |  |                        |  |
|                        |                       | Margherita di Borgogna | Agnese di Francia         |  |  |       |  |  |                |  |  |                        |  |
| Maria di Navarra       |                       | Margherita di Borgogna |                           |  |  |       |  |  |                |  |  |                        |  |
|                        | Filippo VI di Francia | Carlo di Valois        |                           |  |  |       |  |  |                |  |  |                        |  |
|                        | Filippo VI di Francia | Carlo di Valois        |                           |  |  |       |  |  |                |  |  |                        |  |
|                        | Filippo VI di Francia | Margherita d'Angiò     |                           |  |  |       |  |  |                |  |  |                        |  |
| Giovanni II di Francia | Filippo VI di Francia |                        |                           |  |  |       |  |  |                |  |  |                        |  |
|                        |                       | Giovanna di Borgogna   | Roberto II di Borgogna    |  |  |       |  |  |                |  |  |                        |  |
|                        |                       | Giovanna di Borgogna   | Roberto II di Borgogna    |  |  |       |  |  |                |  |  |                        |  |
|                        |                       | Giovanna di Borgogna   | Agnese di Francia         |  |  |       |  |  |                |  |  |                        |  |
| Giovanna di Valois     |                       | Giovanna di Borgogna   |                           |  |  |       |  |  |                |  |  |                        |  |
|                        |                       | Giovanni I di Boemia   | Enrico VII di Lussemburgo |  |  |       |  |  |                |  |  |                        |  |
|                        |                       | Giovanni I di Boemia   | Enrico VII di Lussemburgo |  |  |       |  |  |                |  |  |                        |  |
|                        |                       | Giovanni I di Boemia   | Margherita di Brabante    |  |  |       |  |  |                |  |  |                        |  |
| Bona di Lussemburgo    |                       | Giovanni I di Boemia   |                           |  |  |       |  |  |                |  |  |                        |  |
|                        |                       | Elisabetta di Boemia   | Venceslao II di Boemia    |  |  |       |  |  |                |  |  |                        |  |
|                        |                       | Elisabetta di Boemia   | Venceslao II di Boemia    |  |  |       |  |  |                |  |  |                        |  |
|                        |                       | Elisabetta di Boemia   | Guta d'Asburgo            |  |  |       |  |  |                |  |  |                        |  |
|                        |                       | Elisabetta di Boemia   |                           |  |  |       |  |  |                |  |  |                        |  |